# حزب دمکرات کردستان سوریه (شاخه نصرالدین ابراهیم)
دمکراتیک کردستان سوریه (شاخه نصرالدین ابراهیم) یکی از احزاب کرد سوریه است. این حزب در جریان کشمش بر سر رهبری از حزب دمکراتیک کردستان سوریه انشعاب و توسط نصرالدین ابراهیم تأسیس شد. هم‌اکنون این حزب عضو شورای ملی کردستان است.